# Toxic Positivity
Toxic Positivity è il nono album in studio del gruppo musicale statunitense The Used, pubblicato nel 2023.

## Tracce
1. Worst I've Ever Been – 2:50
2. Numb – 2:54
3. I Hate Everybody – 2:48
4. Pinky Swear – 2:13
5. Headspace – 3:35
6. Cherry – 2:55
7. Dopamine – 2:37
8. Dancing with a Brick Wall – 2:39
9. Top of the World – 2:56
10. House of Sand – 2:00
11. Giving Up – 3:10